# 85472 Сіцзецзун
85472 Сіцзецзун (85472 Xizezong) — астероїд головного поясу, відкритий 9 червня 1997 року.
Тіссеранів параметр щодо Юпітера — 3,540.
Названо на честь історика Сі Цзецзуна (кит.: 席澤宗), що займався історією китайської астрономії.